# Made in Argentina (película)
Made in Argentina es una película argentina dramática de 1987 dirigida por Juan José Jusid, basada en la obra teatral Made in Lanús (1986) de Nelly Fernández Tiscornia, quien coescribió el guion junto a Jusid. Es protagonizada por Luis Brandoni, Marta Bianchi, Leonor Manso, Patricio Contreras, Hugo Arana, Gabriela Flores, Alejo García Pintos y Frank Vincent. Fue filmada en escenarios de Buenos Aires y Nueva York.

## Sinopsis
Osvaldo (Luis Brandoni) y Mabel (Marta Bianchi), un matrimonio argentino exiliado por razones políticas en Estados Unidos, tras el Proceso de Reorganización Nacional viajan a su país de origen después de diez años para reencontrarse con sus familiares y amigos, entre ellos, «el Negro» (Patricio Contreras), hermano de Mabel, y su esposa, «la Yoli» (Leonor Manso). Mabel le ofrece a su hermano la posibilidad de trabajar en Nueva York con el objetivo de mejorar su situación económica, pero su esposa se opone.

## Reparto
| Actor               | Personaje                  |
| ------------------- | -------------------------- |
| Luis Brandoni       | Osvaldo                    |
| Marta Bianchi       | Mabel                      |
| Leonor Manso        | Yoli                       |
| Patricio Contreras  | El negro                   |
| Hugo Arana          | Cacho                      |
| Mario Luciani       | Carmelo                    |
| Alberto Busaid      | Quique                     |
| Gabriela Flores     | Patry                      |
| Alejo García Pintos | Ariel                      |
| Frank Vincent       | Vito                       |
| Jorge Rivera López  | Profesor                   |
| Andrés Ares         |                            |
| Leonor Miniño       |                            |
| Marzenka Novak      | Stella                     |
| Roxana Randón       | Prima de Osvaldo           |
| Jorge Schubert      | Jugador de rugby           |
| Aldo Piccione       | Luigi                      |
| Jorge Paccini       | Dueño de camión            |
| Horacio Minujen     | Empleado agencia de viajes |
| Amanda Beitía       | Invitada de la boda        |

## Premios
- 1988 - Premio Círculos Precolombinos del Festival de Cine de Bogotá.[2]
- 1987 - Segundo Premio Coral del Festival Internacional del Nuevo Cine Latinoamericano de La Habana, en el rubro ficción.[3]
- 1987 - Premio Air Canada para la película más popular del Festival Internacional de Cine de Montreal.[4]
- 1987 - Premio Caracol de la Uneac, Unión de Escritores y Artistas de Cuba.
- 1987 - Premio Roque Dalton de la emisora Radio Habana Cuba.
- 1987 - Premio Coral a la mejor actuación masculina (Patricio Contreras) del Festival Internacional del Nuevo Cine Latinoamericano de La Habana.
- 1987 - Premio a la mejor actriz (Leonor Manso) otorgado por SEMINCI, 32.ª Semana Internacional de Cine de Valladolid.